# Tratado de Constantinopla (1913)
El Tratado de Constantinopla o Tratado de Estambul de 1913 fue un convenio que el Imperio otomano y el Reino de Bulgaria firmaron el 29 de septiembre de 1913 en la capital otomana de Constantinopla al acabar la segunda guerra de los Balcanes.

## Antecedentes
En la primera guerra de los Balcanes, la coalición que formaban Bulgaria, Serbia, Grecia y Montenegro (la llamada Liga Balcánica) y los rebeldes albaneses derrotaron al Imperio otomano. En virtud del Tratado de Londres, los otomanos perdieron casi todos sus territorios europeos, excepto una pequeña franja en torno al mar de Mármara. Sin embargo, fueron capaces de recuperar Tracia Oriental durante la segunda guerra de los Balcanes. No participaron en las negociaciones de paz que Bulgaria tuvo con sus nuevos enemigos, que se llevaron a cabo en Bucarest, sino que trataron con ella separadamente en la capital otomana. Estas conversaciones bilaterales búlgaro-otomanas condujeron a la firma del Tratado de Constantinopla.

## Disposiciones del tratado
Los términos principales del tratado fueron:
1. Bulgaria reconoció la posesión otomana de Edirne, Kırklareli y Didimótico y de las tierras en derredor de estas.
2. El Imperio otomano, por su parte, cedió el puerto de Dedeagach (Alejandrópolis) a Bulgaria.
3. El intercambio de territorios debía verificarse en el plazo de diez días a partir de la firma del acuerdo.[5]
4. Los ejércitos desplegados en la frontera común debían desmovilizarse en un plazo de tres semanas.[5]
5. Los prisioneros de guerra capturados por los dos países serían liberados.[6]
6. Se restablecerían las relaciones políticas y económicas entre las dos naciones.[5]
7. El nuevo tratado mantenía lo dispuesto en el Tratado de Londres siempre que no contradijese lo estipulado en el nuevo acuerdo constatinopolitano.[7]

Además, los habitantes de los territorios que pasaban a Bulgaria en virtud del tratado tenían cuatro años para optar por la ciudadanía otomana (si bien debían entonces abandonar Bulgaria) y se garantizaba a la población musulmana búlgara la igualdad de derechos con el resto de ciudadanos. Algo similar sucedía con la población de lengua búlgara en territorio imperial: el Imperio otomano se comprometía a respetar sus derechos.

## Consecuencias
El Imperio otomano y Bulgaria fueron aliados de los Imperios Centrales en la Primera Guerra Mundial. Durante la guerra, el Gobierno otomano decidió ceder Didimótico a Bulgaria en 1915 (probablemente para convencerla de que entrase en guerra). Como consecuencia de la derrota de los Imperios Centrales en 1918, Bulgaria perdió tanto la Tracia Occidental como Didimótico, que hubo de ceder a Grecia.